# 水淹金山
《水淹金山》（即福建話「烏白蛇」的音譯；片名或作，即馬來語「黑白雙蛇」之意），是一套1934年的荷屬東印度（今印度尼西亞）電影，由鄭丁春執導、出品，如今可能已經散佚。該電影取材自中國傳說《白蛇傳》，講述一個蛇精化身為人，與凡人相戀，但最終身亡的故事。這部電影的續集《白蛇之子》在1936年上映。

## 故事大綱
一個白蛇精在修煉數百年之後化身為美女，而她的對手黑蛇也有樣學樣。兩人為了令一個名為許漢文的男人愛上自己而互相競爭。許漢文後來答應迎娶白蛇精，不過當白蛇精現出真身時，他打算取消婚事。白蛇精因而飲泣，並告訴許氏的老闆，他們即將成婚。最後許氏感到內疚，並娶白蛇精為妻。
時間飛逝之際，許漢文經常看見自己的妻子化身為蛇，不過白蛇精總是能用別的理由把他說服。許氏越發愛慕蛇精；兩人婚姻美滿。數月後，一個名為法海仙師的和尚向許漢文搭話，並試圖把蛇精殺死。蛇精逃了出來，不過法海還是從後追緝。
法海抓到了蛇精，打算把她殺掉，不過觀音菩薩卻出面阻止，並告訴法海蛇精懷有身孕，不能把她殺掉。後來蛇精為許氏誕下一子；一個月後，她把孩子交給許漢文，然後向命運低頭。她先被收入缽中，再被人帶走。

## 製作
《水淹金山》是希諾影業公司（Cino Motion Pictures）的作品，由公司東主鄭丁春擔任導演、監製兼錄音師。當年東印度群島的土生華人希望觀賞由中國神話傳說改編的電影，卻不一定能理解中國國語片、粵語片的對白，於是鄭丁春把中國神話傳說改編為多部馬來語電影，包括《山伯英台》（1931年，改編自《梁山伯與祝英台》）、《八美圖》（Pat Bie To，1932年）和《八劍俠》（Pat Kiam Hiap，1933年）等。總括而言，這些電影以马来武术場面為賣點，結果往往能夠盈利，令鄭氏可以在當地電影業維持主導地位。
本片是一部馬來語黑白電影。文獻沒有記載本片的演員陣容，卻指出片中的蛇來自鄭氏的私人動物園。

## 發行與反響
鄭丁春在1970年代受訪時表示，《水淹金山》一片在1934年發行，報紙廣告則指出本片在1935年2月就已經上映。宣傳廣告稱電影中的角色「連場鬥法，叫人拍手稱奇」，又提到片中的對白完全是馬來語。本片的對象主要是當地華人，但是片中的動作場面也得到許多土著觀眾的欣賞。這部影片後來也在海峽殖民地之一、華人人口眾多的新加坡上映。
《水淹金山》的成功令鄭丁春可以為製片廠（后改稱爪哇工業電影公司）採購新式攝影器材，用以拍攝新影片。之後，鄭氏繼續把中國傳說改編為電影，其中《水淹金山第二集》（Anaknja Siloeman Oeler Poeti）在1936年面世。然而，同年荷蘭導演阿尔贝特·巴林克推出影片《巴勒》，改變了當地社會對電影賣座公式的看法，結果鄭氏在一年後改變創作方向；他後期的電影都從土著社會取材，講述日常生活的故事。不過，在1940年至1941年期間，爪哇工業電影公司仍然是東印度群島最多產的製片廠，直至它在1942年3月日軍南侵後結業為止。
《水淹金山》至少放映到了1953年，但如今很可能已经散佚。荷属东印度的电影胶卷以非常易燃的硝化纤维制成，1952年印尼國家電影製片廠的仓库失火，大部分物品毀於一旦，後來為了消除火災隱患，所有存放老電影的硝化纖維膠片都被銷毀。因此，美国视觉人类学家卡尔·G·海德推论，所有在1950年前制作的印尼电影均已散失。不过，克里斯坦托在《印尼电影目录》中表示，印尼电影资料馆把好几部荷属东印度电影保存下來。比蘭还指出，荷兰政府新闻处收藏了几部日本宣传电影，使之留存至今。

## 註解
1. ↑  以范歐普豪伊森拼音系統拼寫；白話字正寫法為O͘ Pe̍h Chôa
2. ↑  這部電影的故事大綱是從Filmindonesia.or.id, Ouw Peh Tjoa和Biran 2009，第148–149頁歸納出來的。

## 腳註
1. 1 2 3 4  Filmindonesia.or.id, Ouw Peh Tjoa.
2. 1 2  Biran 2012，第276頁.
3. ↑  Hutari 2011, Sejarah Awal.
4. 1 2 3 4  Biran 2009，第147–150頁.
5. ↑  De Indische Courant 1935, (untitled).
6. ↑  Biran 2009，第149頁.
7. ↑  Biran 2009，第148頁.
8. ↑  Biran 2009，第150頁.
9. ↑  Biran 2009，第217, 319, 332頁.
10. ↑  Pelita Rakjat 1948, (untitled).
11. ↑  Biran 2012，第291頁.
12. ↑  Heider 1991，第14頁.
13. ↑  Biran 2009，第351頁.

## 外部連結
- 互联网电影数据库（IMDb）上《水淹金山》的资料（英文）